# Euphorbia obcordata
Euphorbia obcordata là một loài thực vật thuộc họ Euphorbiaceae. Đây là loài đặc hữu của Yemen. Môi trường sống tự nhiên của chúng là rừng khô nhiệt đới hoặc cận nhiệt đới and vùng nhiều đá.